# 鮭延城
鮭延城（さけのべじょう）は、山形県最上郡真室川町内町にあった戦国時代から江戸時代初期の日本の城（山城）。別名真室城（まむろじょう）。真室川町指定史跡。

## 歴史・沿革

### 室町時代 - 安土桃山時代
当城の主な城主である鮭延氏は、現在の山形県戸沢村にあった岩鼻館に居して小野寺氏に仕えていた佐々木氏（近江源氏）の庶流とされる。1535年（天文4年）に鮭延秀綱の父・佐々木貞綱（鮭延貞綱）が鮭延荘を拝領し、鮭延城を築城したと伝わる。
戦国時代中頃における小野寺氏の最大版図は出羽国中部（現在の秋田県雄勝地方一帯・仙北地方南部・山形県最上地方北部）に広がり、秋田県由利地域の由利十二頭などの周辺国人にも影響や脅威をもたらしていた。天文年間（1532年 - 54年）に小野寺景道は、大宝寺氏（武藤氏）や最上氏と領有を争っていた最上地方全域の掌握を図って鮭延荘に佐々木貞綱を遣わし、佐々木氏は地名に倣って鮭延氏と称する。鮭延城は小野寺氏の南の拠点として、最上北部の領国経営を行うこととなった。
1581年（天正9年）、鮭延城は最上義光によって攻められ、城主であった鮭延貞綱の子・鮭延秀綱は、一度は抵抗したものの最終的に降伏する。しかし、領土を安堵されたため最上義光に恭順し、鮭延城は小野寺氏から最上氏の城へと変わり、最上氏の大宝寺氏・小野寺氏攻略の拠点となる。鮭延秀綱は最上義光に仕え続け、長谷堂城の戦いでは目覚しい活躍を見せたため、戦後の論功行賞により1万1500石を与えられた。

### 江戸時代
江戸時代に入り、最上氏で家督相続にまつわるお家騒動（最上騒動）が起こると、1622年（元和8年）に最上氏は改易され、近江大森藩に移された。鮭延秀綱は佐倉藩主・土井利勝の元に預かりとなり、最終的に土井氏の国替えに従って古河へと去り、当地にて没した。
最上氏の知行地は分割され、最上地方には、常陸松岡藩主・戸沢政盛が入部し、6万石を賜る。当初は本城に入ったが、山城であったため狭隘かつ不便で、幕藩体制下の領国経営には適さなかったため、沼田の地にあった小城、沼田城を元に新庄城を築城し、1625年（寛永2年）に完成するとそちらへ移り、新庄藩を立藩する。これにより鮭延城は廃城となった。

## 遺構
真室川左岸に面し、西側を奥羽本線および山形県道35号真室川鮭川線に一部破壊された標高110-115メートルほどの山が城跡である。北側を真室川支流の近江沢川、南側を薬師沢川という小河川が囲んでいる。本曲輪跡とされる石碑等が設置されている平坦面以外は藪や森林となっている。城の大手口は北の近江沢川側と見られ、他にも3か所の登り道が見られる。それらの登り道から曲輪に入る地点に虎口が設けられている。城域には、本曲輪周囲の腰曲輪や土塁・堀切・畝状竪堀群等が形成されている。1995年（平成7年）3月30日に真室川町指定史跡に指定された。